# Achei

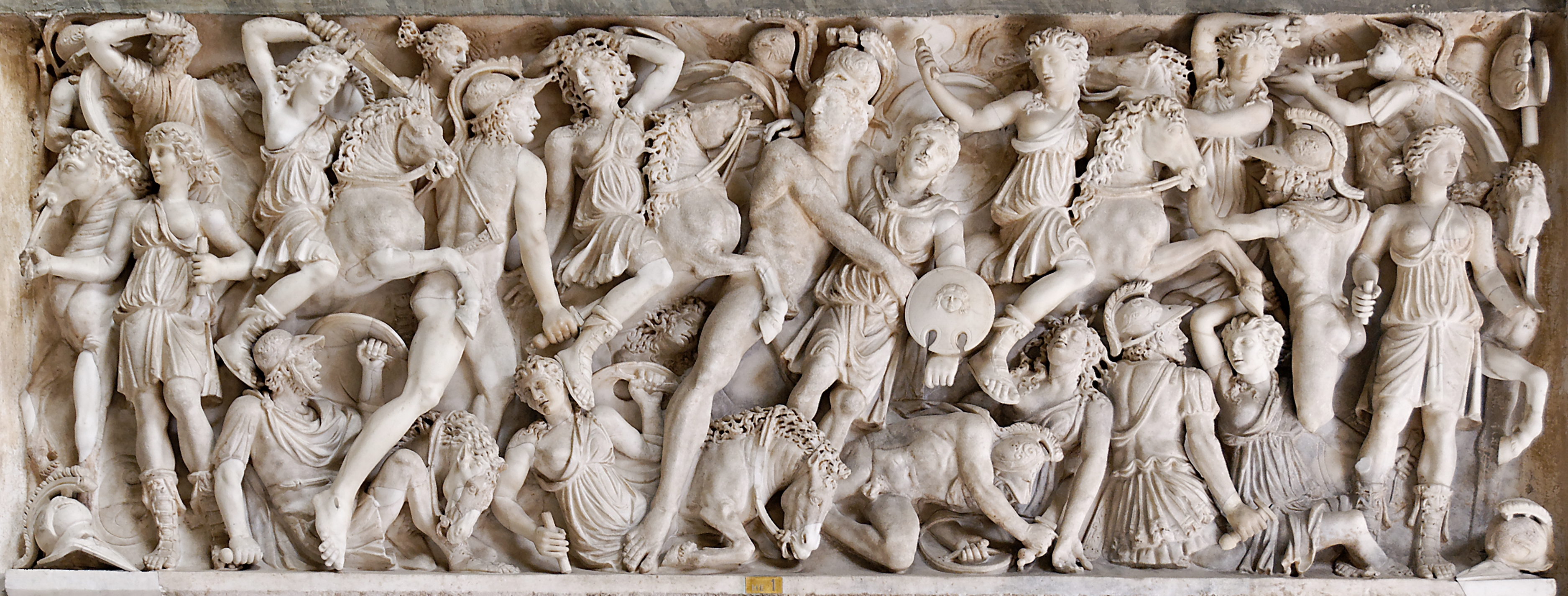
Gli Achei combattono le Amazzoni

Gli Achei (in greco antico: Ἀχαι(ϝ)οί?, Akhai(w)òi) sono la prima popolazione ellenica - seguiti dagli Ioni, gli Eoli ed i Dori - che invase la Grecia nel II millennio a.C., riuscendo a egemonizzare definitivamente le genti pre-elleniche (definite dai più Pelasgi). 
Sono detti anche Argivi, dalla città di Argo, o Danai, cioè "figli di Danao", quindi "occidentali", rispetto agli orientali Troiani.

## Origini
Infruttuosi per ora sono stati i tentativi di affrancare gli Achei dalla loro posizione "mitologica" per avvicinarli alla realtà storica dei Micenei, basata su reperti archeologici. I poemi omerici tramandano un'immagine distorta e fantasiosa del mondo acheo, al punto da non trattarsi di un "ricordo" vero e proprio di quella civiltà, ma di una sorta di amalgama di elementi del passato miceneo (diventato, giocoforza, mitico) con altri della società contemporanea ai poeti (protogeometrico e geometrico).
Nell'Iliade con il nome Achei vengono indicati i popoli greci che presero parte alla Guerra di Troia. Omero usa come sinonimi Achei e Danai, mentre sembrerebbe che Argivi si riferisca solo ai nativi del Peloponneso o della Grecia continentale, ma è quasi un sinonimo, mentre usa il termine Elleni solo per gli abitanti del nord della Grecia. In età storica sono detti Achei gli abitanti dell'Acaia Ftiotide, nella Tessaglia meridionale, e dell'Acaia Egialea, corrispondente alla omonima regione denominata Acaia e a parte dell'Arcadia.

## Espansione
Per quanto riguarda la penetrazione di questo popolo nell'area greca si ritiene generalmente che queste genti di origine indoeuropea, attraverso i Balcani, occuparono il Peloponneso intorno al 1500 a.C., in coincidenza con la fine dell'era minoica. Gli Achei potrebbero quindi essere la causa ultima della capitolazione minoica. Gli invasori argivi subirono comunque l'influsso di questa cultura forte e civilizzata: dall'incontro di questi due popoli venne infatti a svilupparsi la fiorente civiltà micenea. Gli Achei si distribuirono in molte altre zone del Peloponneso, nelle isole attorno alla Grecia e nel resto del Paese. Definire quindi che Achei e Micenei siano la stessa cosa è evidentemente errato.
Il ruolo degli Achei nello scacchiere politico del Mediterraneo orientale era di sicuro di fondamentale importanza. Si parla di loro nei documenti ittiti, dove vengono chiamati Aḫḫiyawa, ed egiziani (Ekweš) della seconda metà II millennio a.C.. Verso il 1450 a.C., il potere acheo, tramite spedizioni militari ed imprese piratesche, riuscì ad abbattere la civiltà minoica a Creta. Inoltre, gli Achei si espansero verso le Cicladi meridionali, Rodi, Cipro e le coste dell'Asia Minore. Nel XIII secolo a.C. si aprirono la strada verso il Mar Nero con una spedizione militare contro la città di Troia.
Il processo della decadenza micenea parrebbe iniziare con la guerra di Troia nel 1200 a.C. L'invasione dorica, di un secolo circa più tarda, invece ne sarebbe il colpo di grazia.